# Stand Up (álbum de Dave Matthews Band)
Stand Up es el sexto álbum de estudio de Dave Matthews Band (DMB), lanzado el 10 de mayo de 2005 por RCA Records. Fue el cuarto álbum consecutivo del grupo en entrar en la lista del Billboard 200. Stand Up también fue el último álbum en contar con la completa participación del ex saxofonista del grupo, LeRoi Moore, ya que éste falleció en 2008 durante la etapa de preproducción del siguiente álbum de DMB, Big Whiskey and the GrooGrux King.

## Antecedentes
En el otoño de 2004, DMB regresó a su estudio en Charlottesville, Virginia. Luego de decidir que quería arriesgarse un poco más y añadir un sonido más de funk a su música, A&R Bruce Flohr se puso en contacto con un nuevo productor, Mark Batson. Según dijo Flohr en una entrevista con HitQuarters, "Cuando el grupo y él se reunieron fue un karma creativo instantáneo. Las cosas se dispararon como un murciélago saliendo del infierno".

## Lanzamiento y promoción
Antes del lanzamiento del álbum, Dave Matthews Band publicó un sitio web mostrando clips de video de la producción del álbum con comentarios del productor Mark Batson. Además, VH1 realizó un streaming del álbum en su totalidad antes de su lanzamiento oficial.
Stand Up fue lanzado en formato de CD, DualDisc (un lado de CD, el otro de Video-DVD), y como descarga digital del sitio web del grupo o de la tienda de iTunes. Este fue el primer álbum de DMB en ser lanzado a través del servicio de distribución digital de música de Apple.
Algunos clientes expresaron su decepción al descubrir que algunas versiones de Stand Up contenían un programa antipiratería que impedía que le CD sea ripeado, ya que este programa prevenía que el CD sea tocado en algunos tipos de reproductores.,. por lo que la banda publicó instrucciones sobre como eludir esta restricción en su sitio web. La portada del álbum es un Bailador de Fuego que el mismo Dave Matthews dibujó. Fue creado como respuesta a alguien que le pidió que capture lo que el veía cuando miraba al público durante presentaciones en vivo.

## Lista de canciones
Todas las canciones escritas por David J. Matthews y Mark Batson, excepto donde se indica.
1. "Dreamgirl" – 4:01
2. "Old Dirt Hill (Bring That Beat Back)" – 5:00
3. "Stand Up (For It)" – 4:13
4. "American Baby Intro" – 2:03
5. "American Baby" – 4:35
6. "Smooth Rider" – 2:17
7. "Everybody Wake Up (Our Finest Hour Arrives)" – 4:17
8. "Out of My Hands" – 3:41
9. "Hello Again" (Matthews) – 3:56
10. "Louisiana Bayou" – 5:36
11. "Stolen Away on 55th & 3rd" – 4:17
12. "You Might Die Trying" – 4:44
13. "Steady as We Go" – 3:24
14. "Hunger for the Great Light" – 4:20

## Listas
| Año  | Lista         | Posición |
| ---- | ------------- | -------- |
| 2005 | Billboard 200 | 1        |

## Créditos
Dave Matthews Band
- Carter Beauford – voces, batería, percusión
- Stefan Lessard – voces, bajo
- Dave Matthews – voces, guitarra, guitarra acústica
- LeRoi Moore – voces, saxofón soprano, saxofón tenor
- Boyd Tinsley – voces, violín, violín eléctrico, mandolina

Personal adicional
- Mark Batson – voces, piano, clavinete, órgano, wurlitzer, mellotron, teclado, sintetizador moog, percusión
- Butch Taylor – piano, piano Fender Rhodes, wurlitzer, órgano, teclado, coros
- Lee Grove – percusión
- Curtis Fuller – coros, guitarra